# John M. Quinn
John Michael Quinn (* 17. prosince 1945) je americký katolický prelát. V roce 2008 byl jmenován osmým biskupem tehdejší diecéze Winona v Minnesotě. Od roku 2018 až do svého odchodu do důchodu v roce 2022 působil Quinn jako biskup diecéze Winona-Rochester. Quinn předtím v letech 2003–2008 působil jako pomocný biskup detroitské arcidiecéze v Michiganu.

## Životopis

### Rané období života

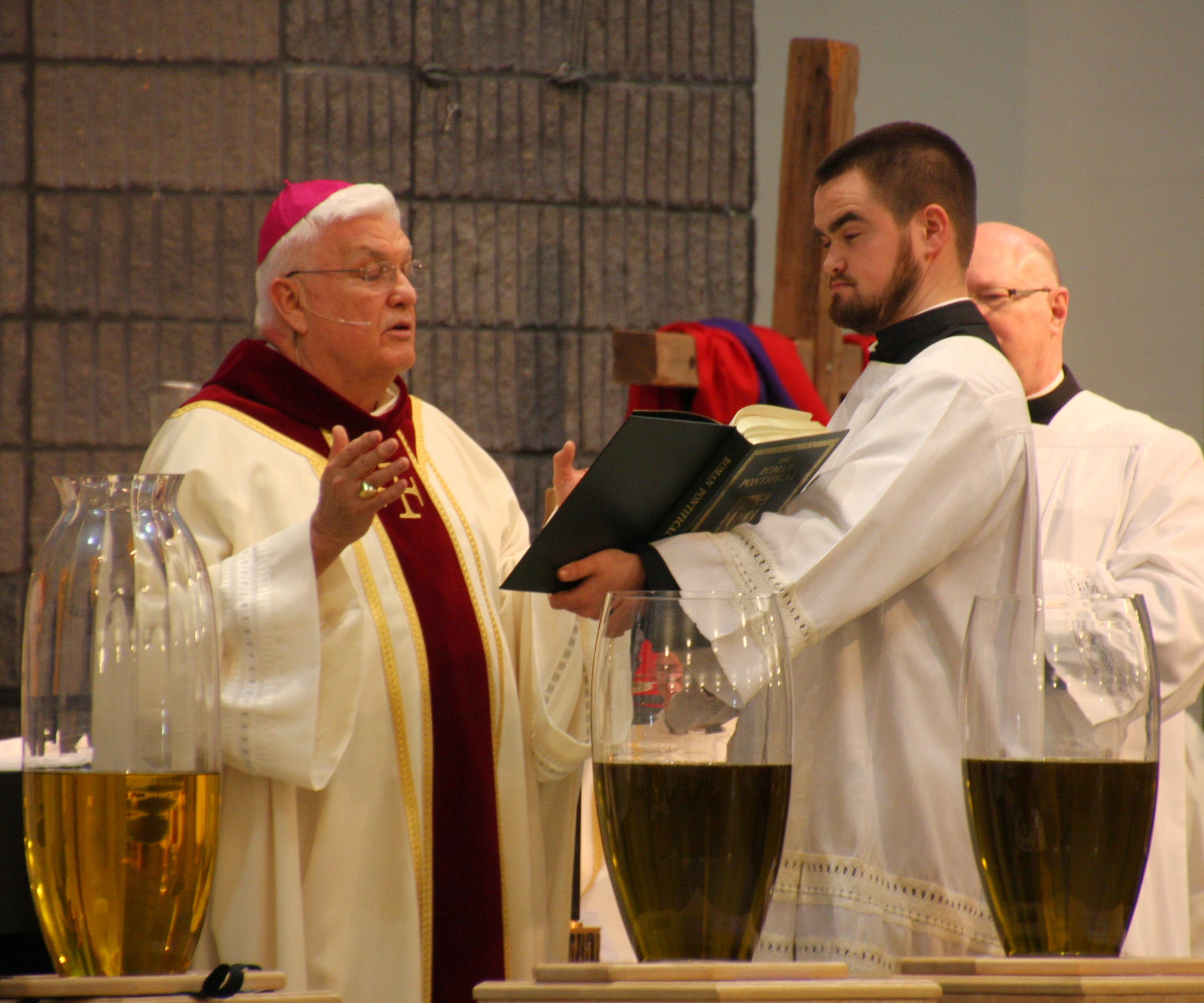
Žehnání olejů biskupem Quinnem v roce 2017

Nejmladší ze tří dětí, John Quinn, se narodil 17. prosince 1945 v Detroitu v Michiganu Georgovi a Mary Quinnovým. Navštěvoval střední školu svatého Antonína a poté seminář Nejsvětějšího srdce v Detroitu, kde získal titul bakaláře filozofie.
Získal také titul magistra teologie v kněžském semináři sv. Jana v Plymouthu ve státě Michigan. Na univerzitě Detroit Mercy získal tituly Master of Religious Studies a Master of Systematic Theology.

### Kněžství
Na kněze pro detroitskou arcidiecézi byl vysvěcen 17. března 1972 biskupem Walterem Schoenherrem v kostele svatého Raymonda v Detroitu. Absolvoval postgraduální studium na Katolické univerzitě ve Washingtonu, D.C. Quinn působil jako pomocný farář ve farnostech Farmington v Michiganu a Harper Woods v Michiganu, než se stal farářem ve farnosti svatého Lukáše v Detroitu.
V roce 1990 Vatikán povýšil Quinna na čestného preláta. Působil jako arcidiecézní ředitel pro spravedlnost a mír a pro vzdělávání (1990–2003) a jako delegát kardinála Adama Maidy v semináři Nejsvětějšího srdce (kde Quinn působil jako adjunkt).

### Pomocný biskup v Detroitu
7. července 2003 byl papežem Janem Pavlem II. jmenován pomocným biskupem v Detroitu a titulárním biskupem v Ressianě. Biskupské svěcení přijal 12. srpna 2003 v katedrále Nejsvětější svátosti v Detroitu z rukou Maidy, spolusvětiteli byli kardinál Edmund Szoka a biskup Walter Schoenherr. Jako své biskupské motto si Quinn zvolil: „Radujte se v naději“ – Řím 12, 12 (Kral, ČEP). 

### Biskup Winony a Winony-Rochesteru
Papež Benedikt XVI. jej jmenoval 15. října 2008 biskupem koadjutorem ve Winoně a 11. prosince 2008 byl oficiálně uveden do úřadu. Po odchodu biskupa Bernarda Harringtona do důchodu se Quinn 7. května 2009 automaticky stal novým biskupem ve Winoně.
27. března 2018 Vatikán přejmenoval diecézi Winona na diecézi Winona-Rochester a Quinn zůstal biskupem. Dne 2. června 2022 přijal papež František Quinnovu rezignaci na funkci biskupa diecéze Winona-Rochester a jeho nástupcem jmenoval pomocného biskupa Roberta Barrona.